# Jeszcze nigdy
Jeszcze nigdy... – amerykański serial telewizyjny produkcji Netflix.

## Fabuła
Mindy Kaling prezentuje inspirowany własną młodością serial komediowy o dorastaniu pochodzącej z Indii dziewczyny, która urodziła się jako Amerykanka.
Główna bohaterka to Devi Vishwakumar, amerykańska nastolatka pochodzenia hinduskiego. Po koszmarnym roku Devi chce stać się bardziej popularna — jednak przyjaciele, rodzina i uczucia wcale jej tego nie ułatwiają. 

## Obsada[4]
| Aktor                 | Rola                     |
| --------------------- | ------------------------ |
| Maitreyi Ramakrishnan | Devi Vishwakumar         |
| Darren Barnet         | Paxton Hall-Yoshida      |
| Richa Moorjani        | Kamala                   |
| Benjamin Norris       | Trent Harrison           |
| Dino Petrera          | Jonah Sharpe             |
| Lee Rodriguez         | Fabiola Torres           |
| Poorna Jagannathan    | Dr. Nalini Vishwakumar   |
| Jaren Lewison         | Ben Gross                |
| Jae Suh Park          | Joyce Wong               |
| Ramona Young          | Eleanor                  |
| Jack Seavior          | McDonald as Eric Perkins |
| Adam Shapiro          | Shapiro                  |

## Spis odcinków
| Nr | Tytuł oryginalny                       | Tytuł polski                                      |
| -- | -------------------------------------- | ------------------------------------------------- |
|    |                                        |                                                   |
| 1  | Pilot                                  | Pilot                                             |
|    |                                        |                                                   |
| 2  | ...had sex with Paxton Hall-Yoshida    | ...nie uprawiałam seksu z Paxtonem                |
|    |                                        |                                                   |
| 3  | ...gotten drunk with the popular kids  | ...nie upiłam się z popularnym dzieciakiem        |
|    |                                        |                                                   |
| 4  | ...felt super Indian                   | ...nie czułam się Hinduską                        |
|    |                                        |                                                   |
| 5  | ...started a nuclear war               | ...nie rozpętałam wojny atomowej                  |
|    |                                        |                                                   |
| 6  | ...been the loneliest boy in the world | ...nie byłem najbardziej samotnym chłopcem świata |
|    |                                        |                                                   |
| 7  | ...been a big, fat liar                | ...tak bardzo nie kłamałam                        |
|    |                                        |                                                   |
| 8  | ...pissed off everyone I know          | ...nie wnerwiłam każdego kogo znam                |
|    |                                        |                                                   |
| 9  | ...had to be on my best behavior       | ...nie musiałam zachowywać się tak idealnie       |
|    |                                        |                                                   |
| 10 | ...said I'm sorry                      | ...nie powiedziałam przepraszam                   |